# Стефан Джамбазов
Стефан Петков Джамбазов е български журналист, сценарист, актьор и режисьор.

## Биография
Роден е в град София на 13 декември 1951 г. През 1970 г. Завършва строителен техникум в София през 1977 г.
През 1992 г. завършва журналистика в Софийския университет. Специализира кинорежисура в НАТФИЗ „Кръстьо Сарафов".
Стефан Джамбазов е работил като сценарист и режисьор във филмовото студио „Време“ и в студиото за телевизионни филми „Екран“. През 1997 – 1998 г. е директор на програма „Христо Ботев“ на Българското национално радио. Работил е във вестниците „Култура“, „Демокрация“, „Банкеръ“ и „Новинар“, както и в радиостанциите РФИ и Инфорадио. През периода 2010 – 2013 г. е завеждащ отдел „Вътрешна политика“ и първи зам.-главен редактор в информационна агенция БГНЕС.
Заедно със съпругата си Зелма Алмалех е основател на сайта за новини и анализи от сферата на културата Въпреки.com. Концепцията тръгва от програма „Христо Ботев“ на БНР, когато Джамбазов прави предаването „Въпреки всичко“.
Въпреки че не определя себе си като фотограф, Джамбазов има зад гърба си много запомнящи се фотографии и изложби. Последната му фотоизложбата е „Андрей Даниел – последните 7 години“.
Умира на 15 март 2021 г.

## Филмография
Като режисьор
- Празник (документален) 1980
- Високи, сини планини (документален) 1981
- Пластове (документален) 1982
- Бягай, Николина (документален) 1983
- Ръце (документален) 1983
- Утрини от рамене (документален) 1984
- Направих каквото можах (документален) 1985
- Вървят годините (документален) 1986
- Къща да строиш (документален) 1986
- Работа има всякога и всякаква (документален) 1987
- Аз питам (документален) 1987
- Левски и ние (документален) 1988
- Няма проблеми (документален) 1988
- Някъде върви човек (документален) 1989
- Надежда (документален) 1990
- Надежда (1990)
- Бюлетин за времето, нравите и хората (документален) 1992
- Изкуството е винаги нещо друго (документален) 2003
- Преминаване (документален) 2004
- Прости форми (документален) 2004
- Земеделски предизвикателства (документална поредица) 2004
- Преминаване (2005)
- Хорото на мъртвите (документален) 2009
- Юлия (документален) 2010

Като сценарист
- Празник (документален) 1980
- Високи, сини планини (документален) 1981
- Пластове (документален) 1982
- Бягай, Николина (документален) 1983
- Утрини от рамене (документален) 1984
- Вървят годините (документален) 1986
- Къща да строиш (документален) 1986
- Работа има всякога и всякаква (документален) 1987
- Аз питам (документален) 1987
- Надежда (документален) 1990
- Изкуството е винаги нещо друго (документален) 2003
- Преминаване (документален) 2004
- Прости форми (документален) 2004
- Земеделски предизвикателства (документална поредица) 2004
- Преминаване (2005)
- Хорото на мъртвите (документален) 2009
- Юлия (документален) 2010

Като актьор
- Птици долитат (1971)